# Neftali Manzambi
Neftali Manzambi (sinh ngày 23 tháng 4 năm 1997) là một cầu thủ bóng đá người Thụy Sĩ gốc Angola thi đấu cho FC Basel.

## Sự nghiệp câu lạc bộ
Anh ra mắt tại Giải bóng đá vô địch quốc gia Thụy Sĩ cho FC Basel vào ngày 14 tháng 5 năm 2017 trong trận đấu trước FC Thun.